# Colonne du Méridien
La colonne du Méridien est un ancien monument qui était situé à Lyon, France sur la place des Cordeliers, en face de l'église Saint-Bonaventure. Elle a été construite en 1765 et détruite en 1858 lors du percement de la rue Impériale (actuelle rue de la République).

## Historique
La colonne est construite de 1765 à 1770 par l'architecte Pierre-Gabriel Bugniet, pour servir de fontaine et de méridienne. La méridienne est tracée par l’architecte Jean-Baptiste-François Terrier. En 1768, le sculpteur Clément Jayet ajoute une statue d'Uranie, qui tient dans ses mains le style en fer de six mètres de long de la méridienne. Jusqu'en 1816, l'heure officielle était basée sur le temps solaire apparent, et il fallait donc régler sa montre selon les indications observées.
Le 9 avril 1849, lors de l'anniversaire de la révolte des Canuts de 1834, un drapeau rouge est attaché à la statue d'Uranie, dont la tête tombe au sol.
En 1858, pendant les travaux de construction du palais de la Bourse, de réaménagement de la place des Cordeliers et de percement de la rue Impériale, l'architecte René Dardel fait démolir la colonne, la statue et la méridienne.

## Galerie

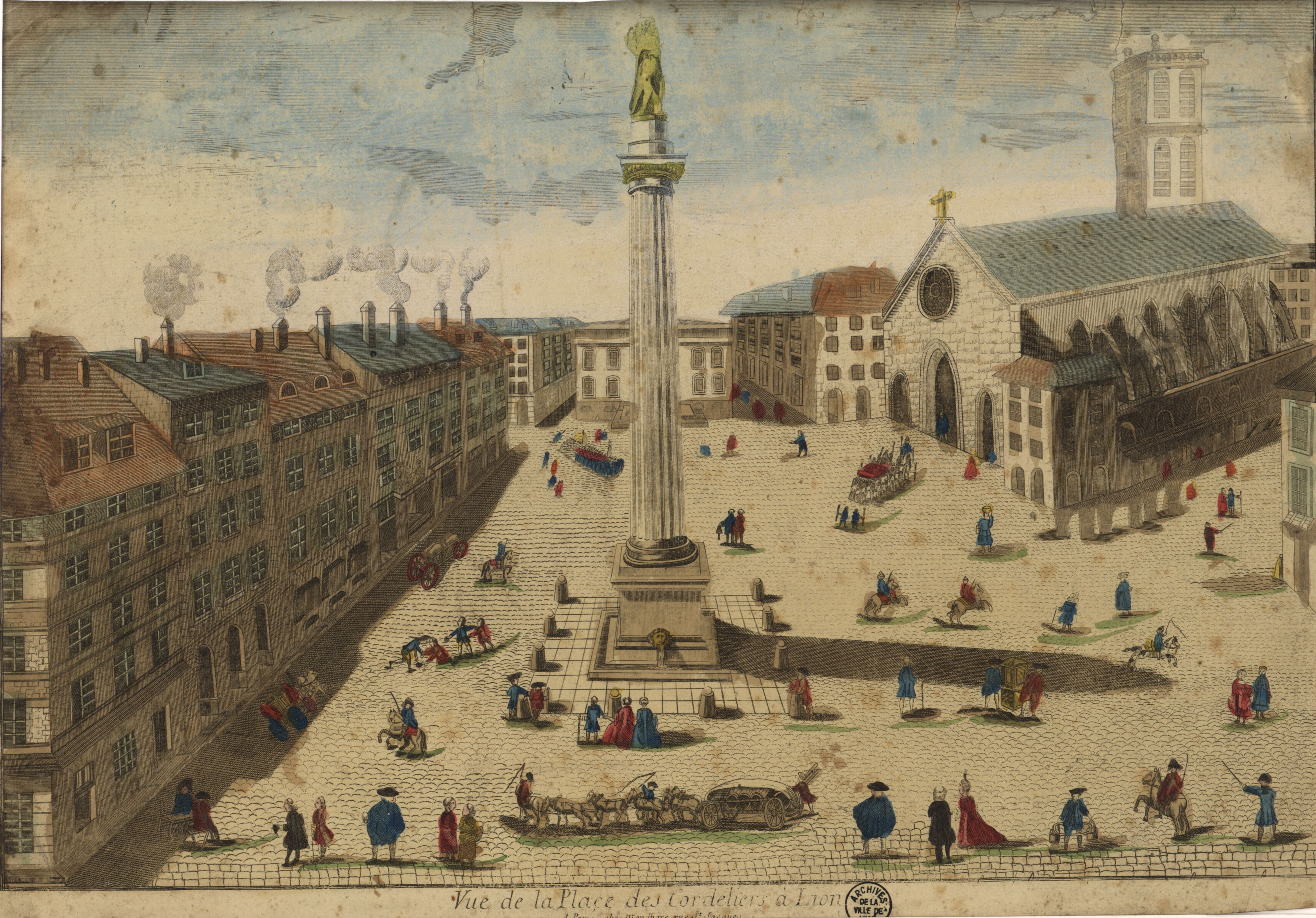
La colonne entre 1759 et 1799
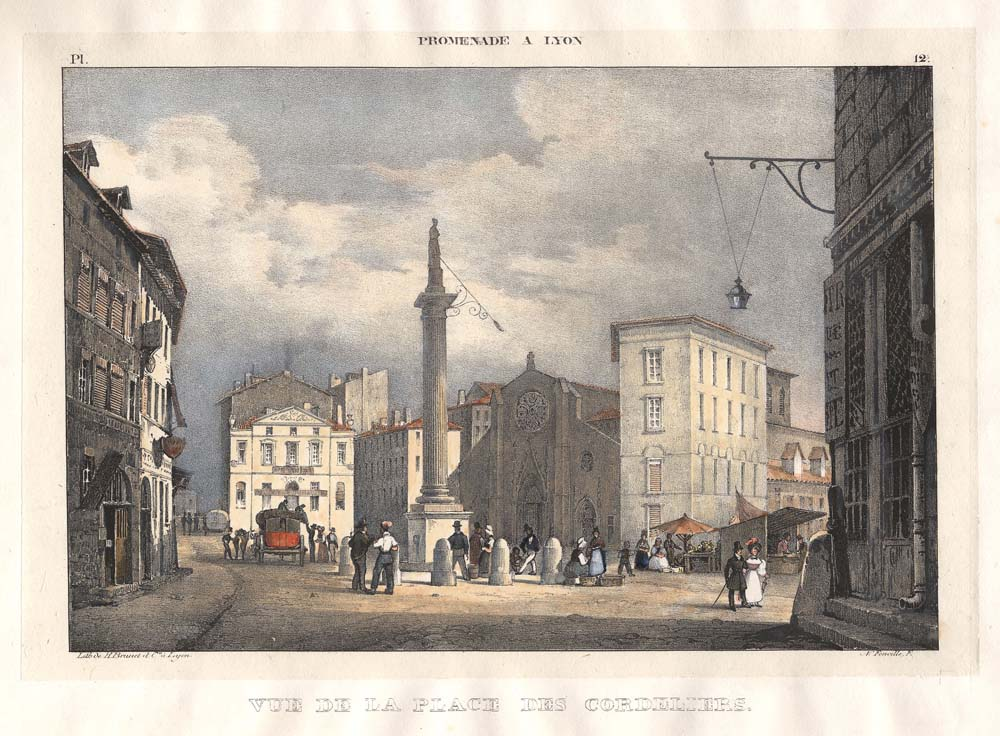
La colonne depuis la rue de la Gerbe en 1834
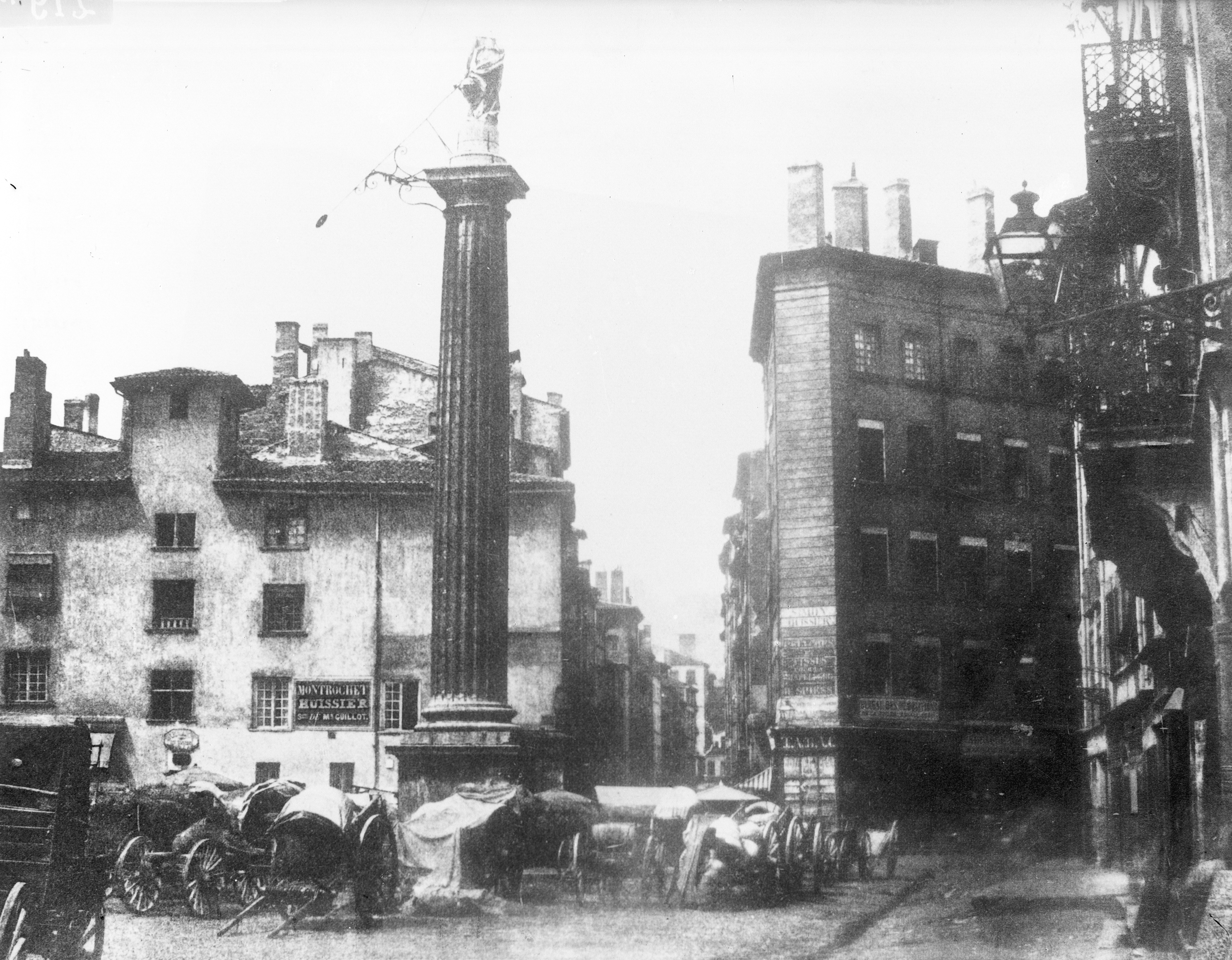
La colonne avant le percement de la rue de la République ; en arrière-plan, les rues Grenette et de la Gerbe
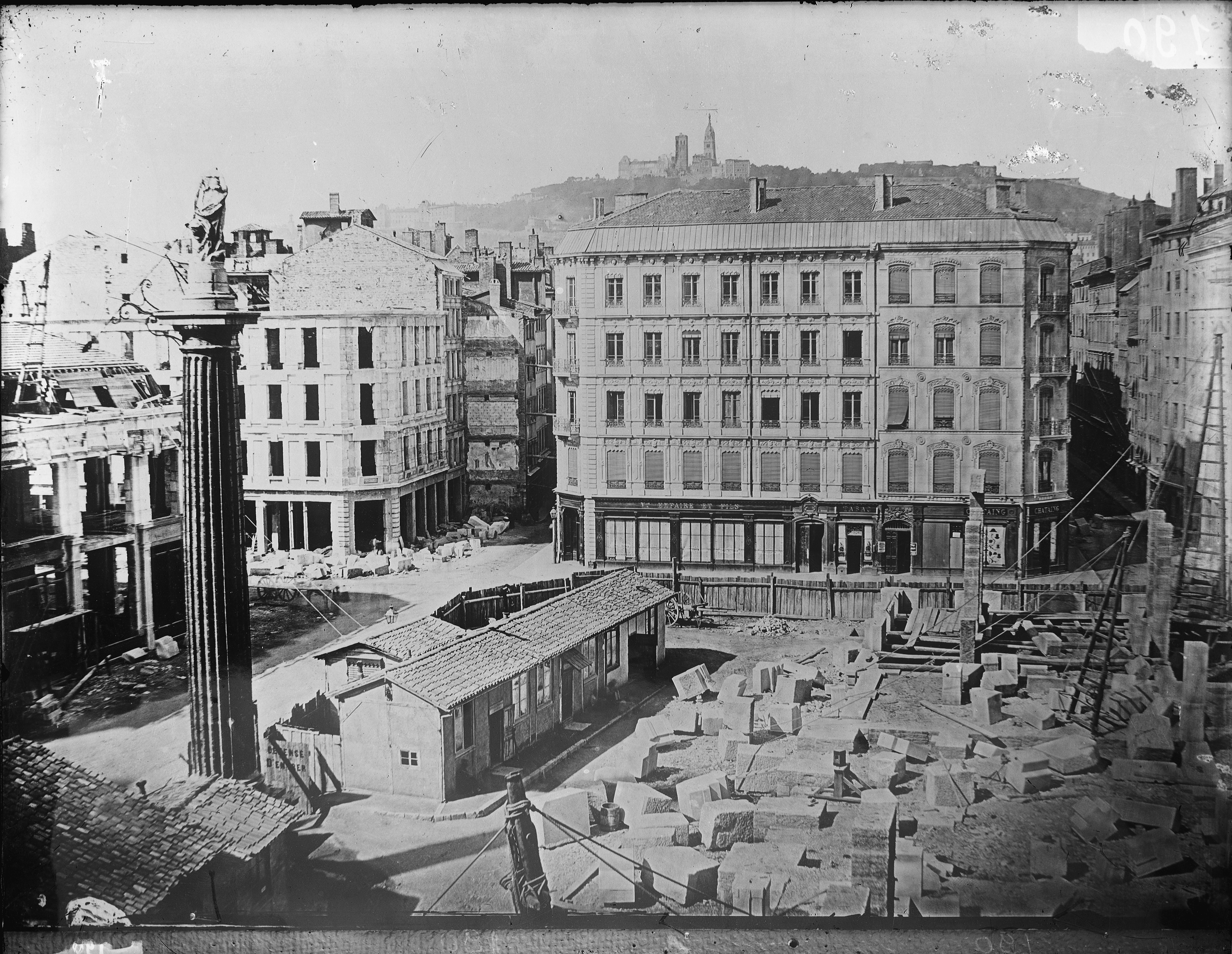
La colonne pendant le percement de la rue de la République ; en arrière-plan, la rue Grenette
La colonne du méridien angle nord-ouest, vers 1854